# Rheopelopia eximia
Rheopelopia eximia är en tvåvingeart som först beskrevs av Edwards 1929.  Rheopelopia eximia ingår i släktet Rheopelopia och familjen fjädermyggor. Arten är reproducerande i Sverige. Inga underarter finns listade i Catalogue of Life.